# Kananga
Pour les articles homonymes, voir Kananga (homonymie).
Située dans la province du Kasaï Central, Kananga, anciennement Luluabourg, est une ville  comptant plus de 2 000 000 d'habitants, située au centre de la République Démocratique du Congo. Elle est la capitale de la province du Kasaï Central et le siège de l'archidiocèse de Kananga.

## Géographie
La localité est située à proximité de la rivière Lulua sur la route nationale 1 à 1093 km à l'Est de la capitale politique du pays, Kinshasa. 
Elle est située au centre de la république démocratique du Congo et de l'Afrique, voire du monde. Elle est située entre 5°53 à 32 de longitude Sud et 22°24 à 10 de longitude Est. Elle a une altitude de 634m. Sa superficie se mesure à 84.700Ha, ce qui correspond à 847Km2 et une densité de 143Habitants par Km2.

## Histoire de la ville de Kananga
La création de Kananga, ex-Luluabourg, occupe une place importante dans l'histoire de la république démocratique du Congo pour plusieurs raisons. C'est à Luluabourg qu'éclata la Révolte des Batetela de Luluabourg en 1895 et c'est de là également que s'organisa l'expédition de l'Allemand Wissmann pour explorer le fleuve Kasaï et pour occuper la région du Kasaï et du Sankuru. Cette fondation est rapportée par un missionnaire scheutiste A. Van Zanducke dans un texte qui a paru d'abord dans une revue Zaïre en mars 1952 sous le titre Notes historiques sur les origines de Luluabourg, avant son édition dans la Collection Lavigerie à Namur en 1953.

### Pogge-Station
Les premiers européens signalés qui arrivent en 1881 dans la région où aura lieu la fondation de la ville de Kananga sont deux Allemands : Paul Pogge et un jeune lieutenant âgé de 27 ans Hermann von Wissmann. Ce dernier appelle les habitants qui occupaient la région Bashilange. La Deutsche Afrikanische Gesellschaft von Berlin a confié aux deux hommes la mission de traverser l'Afrique en partant de l'Angola pour atteindre la côte orientale et explorer la partie méridionale du fleuve Congo. Ils partent de Malange en Angola et se dirigent vers le nord jusqu'à Mikalayi à 30km au sud de l'emplacement actuel de Kananga, où ils arrivent en octobre 1881. Ils poursuivent ensuite en direction de Nyangwe où les deux Allemands se séparent. Hermann von Wissmann poursuit sa route vers l'est, jusqu'à l'océan puis retourne en Allemagne par bateau. Pogge, par contre, revient dans la région de Kananga au village de Kalamba  où il s'installe pour de longs mois (de juillet 1882 à novembre 1883). Il s'y fait construire une maison en pisé qui prend le nom officiel de Pogge-Station.

### Luluabourg-Malandi
Hermann von Wissmann, retourné en Allemagne se voit propose par Léopold II de mener une expédition pour explorer le cours de la rivière Kasaï. Il est autorisé à joindre Pogge à son entreprise. Wissmann accepte la mission pour une durée de trois ans. Il s'embarque à Hambourg le 16 novembre 1883 en direction de l'Angola et de la ville de Malange. Une caravane de 500 hommes y est rassemblée qui se met en route vers le nord le 16 juillet 1884 et arrive à Pogge-Station au village de Kalamba, le 8 novembre 1884. Wisseman  
n'y reste que deux jours. Puis il déplace la Pogge-Station sur la rive gauche de la Lulua et rebaptise ce poste Luluabourg. Les membres angolais de l'expédition lui adjoignent le nom de Malange, prononcé Malandi par les Congolais . Puis ce premier poste est déplacé de la rive gauche à la rive droite de la Lulua en un endroit plus avantageux à son expansion.
À partir de février 1926, Luluabourg est accessible par les airs. Le 30 novembre 1927, le train arrive à Luluabourg. Le Chemin de fer du Bas-Congo au Katanga (BCK) a construit une station au kilomètre 701, à 600 mètres d'altitude.

### Malandji-Makulu
Après l'extension de Luluabourg de l'autre côté de la rive, l'ancien emplacement continua à s'appeler Malandji-Makulu (=ancienne Malandji), nom conservé jusqu'à nos jours. Toutefois le nom de Malandji-Makulu souligne que la nouvelle extension de Luluabourg est Malandji-Mapya-mapya (Nouvel Malandji), appelé aussi Malandji-a-Nshinga (Malandji de lignes de communication).

### Déplacement de la capitale
Lors de la Table Ronde de Bruxelles où fut négociée l’indépendance du Congo, les différents représentants congolais s’étaient mis d’accord pour déplacer la capitale de Léopoldville à Luluabourg à cause de la position centrale de cette dernière.
Sous la conduite du sécessionniste Albert Kalonji, la province du Sud-Kasai déclara son indépendance en 1960. La capitale en était Bakwanga (aujourd'hui Mbuji-Mayi). 1962 vit le retour de la province sous le contrôle du gouvernement de Kinshasa. Luluabourg demeurera toujours la capitale du Kasaï-Occidental.

### Kananga
Mobutu Sese Seko rebaptisa la ville Kananga, appellation d'origine et ignorée par le pouvoir colonial. Et même, quand le capitaine Adolphe de Macar fit déplacer Malandji, la population, elle, appelait la ville Kananga-Malandji (wa Nshinga = des câbles électriques). Le successeur de Macar fut le capitaine Léon Braconnier qui fit prospérer grandement la région en intensifiant les cultures de riz, de maïs, de sorgho et en favorisant l'accroissement du gros et du petit bétail, faisant de cette ville le centre de distribution de toute la région voisine. Il œuvra à l'amélioration des conditions de vie des Blancs et des Noirs, notamment par la construction d'habitations en briques. Ce fut également lui qui eut l'idée d'établir les premiers impôts en nature.

## Administration
Chef-lieu provincial de 319 684 électeurs recensés en 2018, elle a le statut de ville divisée en cinq communes urbaines dont 4 de moins de 80 000 électeurs :
- Kananga, (9 conseillers municipaux)
- Katoka, (7 conseillers municipaux)
- Lukonga, (7 conseillers municipaux)
- Ndesha, (7 conseillers municipaux)
- Nganza, (7 conseillers municipaux)

## Démographie
En 1951, la population de Kananga s'élevait à 15 513 habitants, dont 14 568 habitants Congolais et 945 habitants d'origine européenne.
Au premier janvier 1957, la population de la ville s'élevait à 60 758 habitants dont 57 566 Congolais et 3 202 habitants d'origine européenne.
En plus d´un fort accroissement naturel de 3,3 % par an, la population a considérablement dépassé, depuis 1993 jusqu'à nos jours, toutes les projections en raison des déplacés du Katanga (1992-1994) et des réfugiés de guerre venus de l’est du Congo (depuis 1997). Les données de 1970 et de 1984 se fondent cependant sur les recensements de la population.
| 1951    | 1958    | 1970    | 1985    | 1990      | 2000      | 2010      | 2021      |
| ------- | ------- | ------- | ------- | --------- | --------- | --------- | --------- |
| 15 513. | 116 940 | 428 960 | 938 000 | 1 092 770 | 1 453 384 | 1 933 000 | 2 300 000 |

## Climat
Diagramme climatique des températures moyennes et des précipitations moyennes à Kananga (année 2006) :
 Depuis plus de quinze ans, la Province du Kasaï-Central et particulièrement la ville de Kananga connaît un problème d’eau. Par manque d’électricité pour faire tourner les machines, la Regideso (Régie de distribution d’eau) a interrompu la desserte en eau potable pour les habitants. 

## Santé
En 2019, selon Atlas 2017 du Programme National Ecole et Village Assainis, 80% de la population de la région ne possède pas d’accès à l'eau potable. Alors que l'eau ne coule pas au robinet, les habitants de Kananga doivent accéder à l’eau à partir de fontaines éloignées ou trouver des sources aménagées. Même dans les écoles, l'accès à l'eau potable n'est pas possible. Le manque d'eau potable entraîne de nombreux problèmes de santé pour les enfants, notamment les maladies d'origine hydrique comme la typhoïde et l'exposition à des sources d'eau contaminées.

## Politique

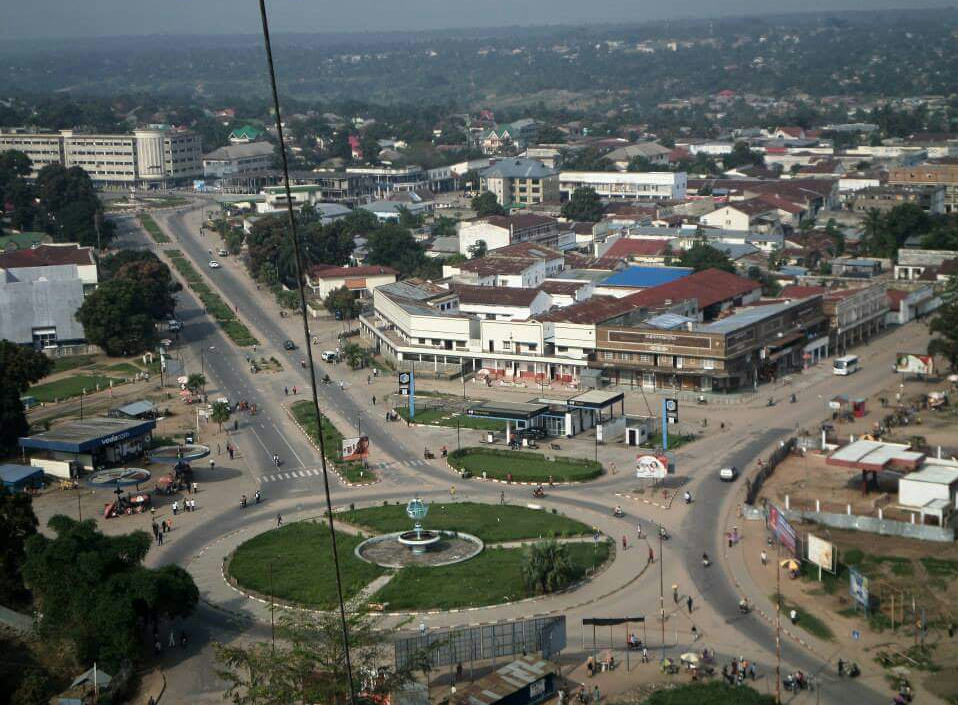

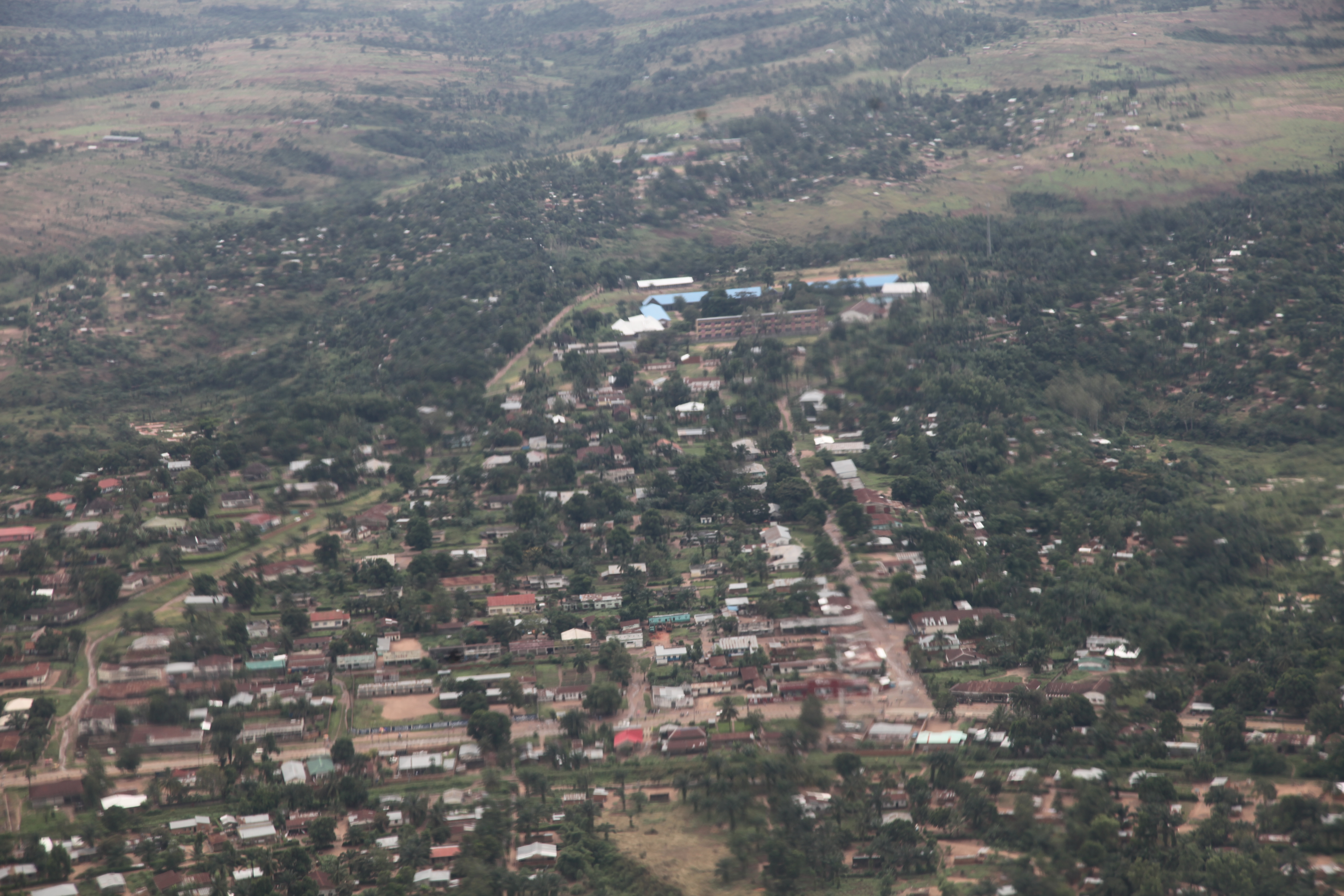
Photo aérienne de Kananga (2012)

Dès la prise de la ville de Kananga par les Forces de l'AFDL dirigées par le président Laurent Désiré Kabila, les élections à main levée furent organisées au stage des jeunes. À l'issue de ces élections, furent élus premiers maires : Jean-Marcel, Ndumbi-Tshingombe, secondé de Mulenga-Bin-Mulenga. Après plusieurs gueguerres entre l'autorité provinciale, Jean-Marcel, Ndumbi-Tshingombe fut écarté de force par le gouverneur Lubaya. C'est ainsi que les différentes nominations eurent lieu, notamment avec Pierre Mfuamba Mazarin.
| Période          | Période      | Identité                       | Étiquette | Qualité |
| ---------------- | ------------ | ------------------------------ | --------- | ------- |
|                  | février 2007 | Mazarin Pierre Mfuamba Katende |           | maire   |
| septembre 2008   | 2017         | Antoinette Kapinga Tshibuyi    | PPRD      | maire,  |
| 18 avril 2017    | 2019         | Jean Muamba Kantu Kanjila      |           | maire   |
| 5 septembre 2019 |              | Mamie Kakubi Tshikele          |           | maire   |

## Religion
- Orthodoxe [16].
- Catholique Archidiocèse de Kananga
- Protestant

## Éducation
Depuis l´indépendance 5 universités ont été créées en partie grâce à l´aide internationale.
- Université de Kananga (UNIKAN)
- Université de Notre-Dame du Kasai (Kananga) (UKA)
- Université Luluabourg de Kananga (ULB/KGA)
- Université de l'Ouest-Congo/Kananga (UOC) actuellement Collège Universitaire Libre du Congo (CULC)
- Université Francophone Internationale/Kananga (UFI)
- Université Communautaire de Kananga (UCKAN)
- Université du CEPROMAD/Extension de Kananga
- Université Pédagogique de Kananga (UPKAN) ex Institut Pédagogique de Kananga (ISP)
- Institut superieur de commerce (I.S.C) ...
- Université Presbytérienne du Congo (UPRECO)
- Institut Supérieur des Techniques de Kananga (ISTM/KGA)
- Académie militaire de Kananga
- Institut Supérieur d'Études Sociales de Kananga (ISRS/KGA)
- Institut Supérieur des techniques Médicales du Kasaï (ISTM KASAI)

## Économie

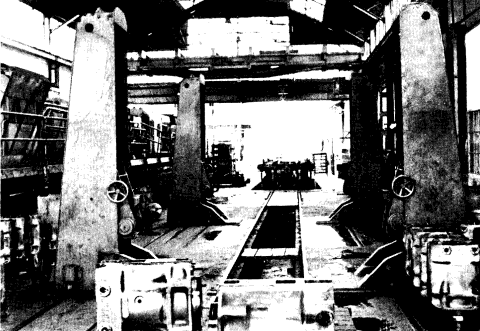
Atelier de réparation de la société nationale des chemins de fer du Zaïre (SNCZ, aujourd'hui SNCC) à Kamina vers 1983.

La région est connue pour ses gisements de diamant et son agriculture céréalière, essentiellement de blé mais il y a aussi des plantations de coton et de café. Son sous-sol est également pourvu de diverses richesses minières. La ville possède un aéroport desservi par des vols intérieurs.

## Personnalités liées
- Junior Ilunga Makabu, (né le 8 novembre 1987) :  boxeur professionnel, champion du monde WBC des lourds-légers en 2020.
- Martin Bakole Ilunga, (né le 1ᵉʳ juin 1993) : boxeur professionnel.
- Pierre Ndaye Mulamba, (1948 - 2019) : footballeur professionnel. Meilleur buteur de la Coupe d'Afrique des Nations 1974.
- Edo Kayembe, (né le 3 juin 1998) : footballeur professionnel.

## Sports
Le football est le sport le plus populaire dans la ville, les principaux clubs sont:
- US Tshinkunku (Nsanga Bilembi)
- As Saint Luc
- TV Tshipepele
- Interforce de Luluabourg
- Jeunesse Sportive de Kananga (JSK)
- AS kamayi
- AS Malole